# Oxyna fenestrata
Oxyna fenestrata är en tvåvingeart som först beskrevs av Zetterstedt 1847.  Oxyna fenestrata ingår i släktet Oxyna och familjen borrflugor.
Artens utbredningsområde är Danmark. Inga underarter finns listade i Catalogue of Life.